# 朔魯罕
朔鲁罕（12世纪—1211年），又作佘鲁罕、拙赤·札兀儿罕，蒙古帝国将领，札剌亦儿氏，蒙古第45位开国功臣（千户）。
其父豁火察，骁勇善骑射，成吉思汗出征，他经常带领精兵为前驱。他的哥哥拙赤·答儿马剌就是被绐察儿夺马的成吉思汗部属。朔鲁罕有胆力，他曾经被谗言不许入见，一天见到成吉思汗：“臣无罪。如果有罪，大汗速杀臣，臣将从先主也速该于地下；不然赦臣，愿得自效。”成吉思汗大笑，重新起用。1211年，与金朝的野孤岭之战，中流箭，获胜后，拔箭，血出昏眩。成吉思汗亲自抚视上药，最终伤重死。成吉思汗有“折我一臂”之叹。赐其家马四百匹，锦绮万段。

## 家族
- 豁火察（Qoγoča）
  - 朔魯罕（J̌öči ča'urqan，جوچی جاورقای/jūchī jāūrqāī）
    - 忒木台（Temüdei）
      - 奥鲁赤（A'uruγči）
        - 拜住（Baiǰu）
        - 脱桓不花（Toγon buqa）

  - 拙赤答儿馬剌（J̌öči darmala ，جوچی ترمر/jūchī tarmala）
    - 渾都海（Qunduqai，قوندقای/qūndqāī）

## 延伸阅读
[在维基数据编辑]
 《元史·卷131》，出自宋濂《元史》